# ワン・マン・ドッグ
『ワン・マン・ドッグ』（One Man Dog）はシンガー・ソングライター、ジェームス・テイラーの4枚目のスタジオ・アルバム。1972年11月1日にリリースされ、1973年1月13日にビルボード・チャートで14位に達したヒット曲「寂しい夜」が収録されている。2枚目のシングル「ワン・マン・パレード」もチャートインはしたが1枚目ほどのヒットとはならず、全米チャートで67位、カナダのアダルト・コンテンポラリー・チャートで55位に達するにとどまった。基本的なトラックはテイラーのホーム・スタジオで録音された。
このアルバムでは短い18曲が連なるように構成されている。ビルボードのポップ・アルバム・チャートで最高4位に達した。何曲かのボーカルが異なるテイクと、曲の長いバージョンを含む4チャンネルステレオバージョンも発売された。
| 専門評論家によるレビュー      | 専門評論家によるレビュー |
| レビュー・スコア              | レビュー・スコア         |
| 出典                          | 評価                     |
| ----------------------------- | ------------------------ |
| オールミュージック            | [ 3 ]                    |
| Christgau's Record Guide      | C+                       |
| Encyclopedia of Popular Music | [ 5 ]                    |
| MusicHound Rock               | 2/5                      |
| ローリング・ストーン          | (favorable)              |
| The Rolling Stone Album Guide | [ 8 ]                    |

## 収録曲
特記あるものを除き全曲ジェームス・テイラーの作詞作曲
サイド1
1. 「ワン・マン・パレード（英語版）」"One Man Parade" - 3:10
2. 「あなただけ」"Nobody But You" - 2:57
3. 「チリ・ドッグ」"Chili Dog" - 1:35
4. 「フール・フォー・ユー」"Fool for You" - 1:42
5. 「インストゥルメンタルI」"Instrumental I" - 0:55
6. 「ニュー・チューン」"New Tune" - 1:35
7. 「バック・オン・ザ・ストリート・アゲイン」"Back on the Street Again" (ダニー・コーチマー) - 3:00
8. 「寂しい夜（英語版）」"Don't Let Me Be Lonely Tonight" - 2:34

サイド2
1. 「オー、ドント・ユー・ノウ」"Woh, Don't You Know" (コーチマー、リーランド・スカラー、テイラー) - 2:10
2. 「五月のある朝（英語版）」"One Morning in May" (トラディショナル) - 2:54
3. 「インストゥルメンタルII」"Instrumental II" - 1:41
4. 「サムワン」"Someone" (ジョン・マクラフリン) - 3:36
5. 「讃美歌（英語版）」"Hymn" - 2:24
6. 「ファンファーレ」"Fanfare" - 2:33
7. 「リトル・デイヴィッド」"Little David" - 1:00
8. 「メスカリート」"Mescalito" - 0:29
9. 「ダンス」"Dance" - 2:07
10. 「ジグ」"Jig" - 1:13

## パーソネル
- ジェームス・テイラー – リード・ボーカル、バッキング・ボーカル(1, 9, 16)、アコースティック・ギター(1, 3, 5-12, 16-18)、ハーモニカ(1)、エレクトリック・ギター’(2, 4, 14, 18)、オートハープ(5)、ベル(11)、チェーンソー(15)、ハンマー(15)
- ダニー・コーチマー – エレクトリック・ギター(1-4, 8, 9, 11, 13-18)、ティンバレス(1, 9)、アコースティック・ギター(5, 7, 10, 12)
- ジョン・マクラフリン – アコースティック・ギター(12)
- ジョン・ハートフォード（英語版） – バンジョー(17)、フィドル(17)
- ダッシュ・クロフツ（英語版） – マンドリン(17)
- レッド・ローズ（英語版） – スティール・ギター(17, 18)
- クレイグ・ダーギー（英語版） – アコースティック・ピアノ(2, 6-10, 12-14, 16, 18)、エレクトリック・ピアノ(2-4, 11, 15)
- リーランド・スカラー – ベース・ギター(3-9, 11, 13-18)、ギタロン(7, 12, 17)
- ラス・カンケル – コンガ(1, 2, 6, 7, 8, 11)、ドラムス(2-5, 8-10, 13-18)、タンバリン(3, 9)、カバサ(6)
- ピーター・アッシャー – ギロ(1)
- ボビー・ホール（英語版） – コンガ(4)、タンバリン(4)、ボンゴ(11)、ベル(11)、シェイカー(11)、パーカッション(18)
- マーク・ペルティエ – 鋸(15)、サウンド・エフェクト(15)
- ジョージ・ボハノン（英語版） – トロンボーン(4)
- アート・バロン（英語版） – バストロンボーン(13, 14, 18)
- バリー・ロジャース（英語版） – トロンボーン(13, 14, 18)
- マイケル・ブレッカー – テナーサックス（ソロ）(8)、テナー・サクソフォン(13, 14)、ソプラノ・サクソフォン(13)、フルート(18)
- ランディ・ブレッカー – トランペット(13, 14, 18)、フリューゲルホルン(13)、ピッコロ・トランペット(13)
- アビゲイル・ヘイネス – バッキング・ボーカル(1, 14, 16)
- キャロル・キング – バッキング・ボーカル(1, 14, 16)
- カーリー・サイモン – バッキング・ボーカル(1)
- アレックス・テイラー（英語版） – バッキング・ボーカル(1, 9)
- ヒュー・テイラー – バッキング・ボーカル(1, 9)
- ケイト・テイラー – バッキング・ボーカル(1)
- リンダ・ロンシュタット – バッキング・ボーカル(10)

### 製作
- プロデューサー – ピーター・アッシャー
- エンジニア – ピーター・アッシャー(1, 3, 6, 8, 9, 11, 15, 16)、ロベール・アペール(2, 4, 5, 10, 12)、フィル・ラモーン(7, 13, 14, 17,  18).
- トラック8のテナーサックスのソロはフィル・ラモーンによって録音された。
- ミキシング - ロベール・アペール
- マスタリング - バーニー・グルンドマン（英語版）がカリフォルニア州ハリウッドのA&Mスタジオで。
- 美術監督 – エド・スラッシャー
- 写真撮影 – ピーター・サイモン

## チャート
| チャート(1973年)             | 順位 |
| ---------------------------- | ---- |
| カナダ RPMアルバム・チャート | 7    |
| 全英アルバムチャート         | 27   |
| US ビルボード200             | 4    |

| チャート(1973年)                | 順位 |
| ------------------------------- | ---- |
| US ビルボード・ポップ・アルバム | 72   |

### 認定
| 国/地域               | 認定 |
| --------------------- | ---- |
| アメリカ合衆国 (RIAA) | Gold |